# Bomann Museum
Bomann Museum er et museum for nedersaksisk folkeminde, delstats- og byhistorie i Celle, og det tredjestørste museum i Niedersachsen. Museet er opkaldt efter museumsdirektør og grundlægger Wilhelm Bomann.
Bomann Museet etableredes i 1892 som "Faderlandsmuseet" og befandt sig oprindeligt i Bergstraße. I 1907 indviedes nybygningen på nuværende adresse overfor Celle Slot. I 1928 fik museet sit nuværende navn. I 1993 blev museet udvidet med en nyopført bygning. I 1995 blev Bomann Museet slået sammen med Celle Kunstmuseum. En yderligere tilbygning kom til i 2005 i form af en glaskube. For tiden har Bomann Museet 3.500 kvadratmeter udstillingslokaler. Fra 2011 til 2013 bliver Bomann Museet renoveret og ombygget i tre faser, hvorved det tidligere hofapotek fra 1530 inddrages.